# 笠岡
笠岡（かさおか）は、岡山県笠岡市にある大字である。かつての小田郡笠岡村に相当する。なお、当地より分割し設置された中央町（ちゅうおうちょう）も歴史的一体性を考慮して、本項で説明する。
笠岡および中央町は、同市の市役所や笠岡駅などが立地する同市の中心市街地である。また、港町であり、大仙院や笠神社などの寺社が多く、門前町としての歴史も持ち、近世には天領として笠岡代官所が設置され、その陣屋町ともなった。さらに、明治時代には小田県（深津県）の県庁所在地や小田郡役所の所在地にもなった。
郵便番号は、笠岡が〒714-0081（笠岡郵便局管区）、中央町が〒714-0088（笠岡郵便局管区）。人口は笠岡が6403人（男性2985人、女性3418人）、中央町が936人（男性421人、女性515人）、総計で7339人（男性3406人、女性3933人）。世帯数は、笠岡が2967世帯、中央町が426世帯、総計で3393世帯（いずれも平成23年現在）。面積は、笠岡が6.20平方km、中央町が0.12平方km、総面積では6.32平方km。

## 概要
市のほぼ中央にあり、南方は笠岡湾に面し、それ以外の三方を山地に囲まれた扇状地である。かつては香川県西部の良港多度津と結ばれ四国連絡のひとつの基地になっていた。
以前は笠岡港から笠岡諸島に寄港して多度津までを往復する航路があったが、現在は笠岡港から笠岡諸島に寄港する三洋汽船の定期航路がある。
山陽本線が東西に通過し、当地に笠岡駅が所在し、駅前商店街が形成されている。
笠岡（中央町含む）には、大磯、伏越、宮地、浜田、仁王堂、本町、住吉、西本町東、西本町西、正寿場、川辺屋南、川辺屋北、追分、殿川北、殿川南の地区がある。

## 地勢
山岳
- 応神山（笠目山・笠岡山）
- 古城山（城山・笠岡山）
- 加入堂山
- 宮崎山
- 竜王山

河川
- 隅田川

海域
- 笠岡湾

## 沿革

### 歴史
この地は『和名類聚抄』に載る小田郡魚渚郷に属したとされ、古い土地柄である。町の背後には、神功皇后お立寄りの伝説をのこす笠目山があり、笠岡の地名はこれに由来するともいわれ、山麓に笠神社をまつっている。この山は応神山とも称し、笠岡諸島の海景を見渡すすぐれた展望台として国の名勝に指定されている。なお、地名の由来の他説として、古く備中国で勢力をもった国造で、『先代旧事本紀』「国造本紀」に記載のある笠臣氏（吉備笠臣国造）に所縁がある地であることを由来とする説がある。
港町としての歴史は古く、少なくとも南北朝期には笠岡に港町が出来ていたと伝わる。
南北朝時代の頃は地方の豪族の陶山氏が勢力を張っていたが、やがて備後国の水軍村上氏が進出してきて笠岡に笠岡城を築城（現・古城山）した。ついで毛利氏の支配下に入る。
慶長5年（1600年）、関ヶ原の戦いのあと、幕府領となり備中松山の代官・小堀氏の管理下に置かれた。元和3年（1617年）、池田長吉が松山城主になるとその所領に入る。元和5年（1619年）から元禄11年（1698年）まで備後福山城主水野家の采地となり、水野氏除封後は幕府領に復し、代官所を置いてこの地方の天領を管轄した。天保年間に、倉敷代官所の傘下となる出張（ではり）代官所に改められた。
江戸時代初期には、笠岡湊は加子浦としての性格を持ち、また物資の集散地としても栄えた。代官所の陣屋町、大仙院などの寺社の門前町としても機能し、南備中西部の主要都市として大いに賑わいをみせた。
『備中村鑑』では、笠岡村の石高は985石3斗5升であった。 慶応4年（明治元年）1月27日〔1868年2月20日〕、笠岡代官所は芸州藩鎮撫方に引き渡し、明治に改まるとこの地方は倉敷県の所管に入った。明治5年（1872年）3月、県が整理統合されて、新たに深津県が設置され県庁を旧笠岡代官所に置き、備中と備後6郡を所管とした。同年6月5日、県名を県庁所在郡に因んで小田県と改称。1875年（明治8年）12月24日に、小田県が岡山県に統合される。それまで数年の期間であったが、笠岡は県庁所在地として地方の行政上の中心都市として基礎をつくった。1878年（明治11年）には小田郡役所が置かれ、1886年（明治19年）には玉島警察署笠岡分署が独立して笠岡警察署に昇格。
1889年（明治22年）6月1日の町村制施行にあたり東隣の富岡村と合併して新たな笠岡村となり、当地に村役場置く。1891年（明治24年）7月14日、山陽鉄道（現・山陽本線）が当地まで延長して笠岡駅を置き、海陸交通の要衝を占めることとなる。同年10月23日、町制を施行して笠岡町となった。
1908年（明治41年）になると築港工事を開始。古城山から土砂を取って住吉神社東方一帯を埋立て、東西から長大な防波堤を築き出して安全な内港をつくり、1910年（明治43年）に完成した。その後も海面の埋立てを続行、1935年（昭和10年）には近代港湾としての大規模な改修工事が行なわれた。1952年（昭和27年）4月1日、西隣の金浦町と合併して市制を施行、笠岡に市役所を置く。
その後、近年になって笠岡駅周辺の市街化した区域を新たな大字「中央町」として分離区分した。また、当地北部と小平井・園井に跨がる地に新興住宅団地・春日台団地が造成され、その範囲を「春日台」として分離区分した。
合併前の笠岡町は、1951年（昭和26年）現在、面積15.19平方km、田146ha、畑347ha、人口22,006人、世帯数5,103であった。普通農産物のほかに桐下駄・家具・麦わら帽子・織物・なし・もも・果実缶詰などを特産とした。現在はいずれも衰退し、商業が主な産業となっている。
また、笠神社・真言宗大仙院・同観照院・同吉祥院・同遍照寺・同西明院・同南昌院・同地福院・同林光院・日蓮宗妙乗寺・曹洞宗威徳寺・真宗浄心寺・浄土宗観善寺・同称念寺（現在廃寺）・同智光寺・同寿正院・同玄忠寺など寺社が多い。代官所跡（県庁跡、現笠岡市立笠岡小学校）の南面は寺町の1区をつくっている。さらに応神山（国名勝）、 遍照寺多宝塔（県重文）、同寺梵鐘（県重文）、古城山公園など名所が少なくない。

### 地名の由来
地名の由来には諸説ある。前述のように当地にある笠目山（応神山）に由来するとする説、もしくは備中国で勢力をもった豪族の笠臣氏に由来とする説、また、笠神社が鎮座していることに由来とする説もある。

### 年表
| 年月日                     | 出来事                                                                                     | 備考 |
| -------------------------- | ------------------------------------------------------------------------------------------ | ---- |
| 1871年（明治4年）11月15日  | 府県統合により深津県を新設。県庁が小田郡笠岡村の旧笠岡代官所に設置される。                 |      |
| 1872年（明治5年）6月7日    | 深津県から小田県に改称。                                                                   |      |
| 1875年（明治8年）12月10日  | 小田県が岡山県に編入合併され、小田県庁が廃される。                                         |      |
| 1889年（明治22年）6月1日   | 町村制施行により、小田郡笠岡村・富岡村と併せて、新たな笠岡村が発足。笠岡に役場が置かれる。 |      |
| 1891年（明治24年）7月14日  | 山陽鉄道（現・JR山陽本線）が当地まで延長され、笠岡駅が開業する。                           |      |
| 1891年（明治24年）10月23日 | 町制を施行により、笠岡町に改称。                                                           |      |
| 1899年（明治32年）4月1日   | 郡制の施行を受けて、小田郡役所が笠岡に設置される。                                         |      |
| 1910年（明治43年）         | 笠岡港の改修工事が完成。                                                                   |      |
| 1911年（明治44年）7月1日   | 井原笠岡軽便鉄道（のちの井笠鉄道）が設立され、井笠軽便鉄道の建設工事計画が着手される。     |      |
| 1913年（大正2年）11月17日  | 井笠軽便鉄道本線が開業。                                                                   |      |
| 1926年（大正15年）7月1日   | 郡制の廃止を受けて、小田郡役所が廃される。                                                 |      |
| 1935年（昭和10年）         | 笠岡港の大規模改修工事が竣工。                                                             |      |
| 1952年（昭和27年）4月1日   | 小田郡笠岡町・金浦町が合併して市制を施行、笠岡市となり、笠岡に市役所を置く。               |      |
| 1971年（昭和46年）4月1日   | 井笠鉄道が廃線となり、井笠鉄道はバス事業の専業会社となる。                                 |      |
| 2002年（平成14年）         | 笠岡駅前地区土地区画整理事業が完了する。                                                   |      |
| 2012年（平成24年）10月31日 | 当地に本社を構えるバス会社の井笠鉄道（井笠バス）が経営破綻する。                           |      |

## 主要施設

### 笠岡
行政施設
- 笠岡市役所分庁
- 笠岡市民交流センター
- 笠岡市教育支援センター
- 笠岡市立郷土館
- 笠岡職業安定所
- 笠岡検察庁
- 笠岡簡易裁判所

教育施設
- 岡山県立笠岡高等学校
- 岡山県立笠岡商業高等学校
- 岡山龍谷高等学校 - 旧黎明高等学校
- 笠岡歯科技工専門学校
- 栗家洋裁女学園
- 笠岡市立笠岡西中学校
- 笠岡市立笠岡東中学校
- 笠岡市立中央小学校
- 笠岡市立笠岡小学校
- 笠岡市立笠岡幼稚園

福祉施設
- 笠岡市立笠岡保育所
- まや保育園
- 双葉保育園
- 特養老人ホーム三愛園

医療施設
- 笠岡市立市民病院
- 笠岡中央病院
- 清水産婦人科病院
- 笠岡医師会館

郵便局
- 笠岡川辺屋郵便局

金融機関
- 笠岡信用組合
- 第一生命
- 住友生命
- 日本生命

その他企業・商店・施設
- NTT西日本
- 笠岡通運
- 永山酒造
- シーサードモール
  - 山陽マルナカ
  - サテライト笠岡
- ホリデイ
- エディオン

まんき商店
- やすらぎホール笠岡
- 晴れの国岡山農業協同組合笠岡支店
- 笠岡労働福祉会館
- 三洋汽船
- 笠岡船舶商会
- 笠岡魚市場
- 笠岡渡船事務所

交通施設
- 笠岡駅
- 笠岡港
- 伏越港

公園・史跡
- 井戸公園
- 笠岡総合スポーツ公園
- 古城山公園
  - 笠岡城跡
- 笠岡代官所・小田県庁跡
- 称念寺跡

寺院仏閣
- 大仙院
- 遍照寺
- 威徳寺
- 玄忠寺
- 浄心寺
- 林光院
- 地福寺
- 吉祥院 - 富岡と跨がる。主要部は富岡となる。
- 善光寺
- 仏恵寺
- 西明院

神社
- 笠神社
- 白岩稲荷神社
- 朝庫稲荷神社
- 高おがみ神社
- 稲富稲荷神社
- 成羽神社
- 招魂社
- 天満宮
- 栗島神社
- 地神社
- 北八幡神社
- 正統稲荷神社
- 金比羅宮
- 八幡宮
- 疫神社
- 伊勢神社
- 陣屋稲荷神社
- 斎藤神社
- 日御崎宮

その他の宗教施設
- 金光教笠岡教会
- 天理教作備分教会
- 天理教松ヶ岡分教会
- 出雲大社教
- 金比羅院笠岡分院
- 古乃美教本院
- 創価学会
- 生長の家笠岡道場

### 中央町
行政施設
- 笠岡市役所
  - 同分庁

郵便局
- 笠岡駅前郵便局

金融機関
- 中国銀行
- トマト銀行
- 笠岡信用組合

その他の企業・商店
- オンリーワン
- 笠岡商店街
- 笠岡商工会議所

寺社・その他宗教施設
- 智光寺
- 観照院
- 西明院
- 妙乗寺
- 荒神社
- 聖イエズス教会

## 交通
道路
- 国道2号
- 岡山県道34号
- 岡山県道44号
- 岡山県道60号

鉄道
- 西日本旅客鉄道山陽本線
  - 笠岡駅

港湾
- 笠岡港
- 伏越港